# Joonas Cavén
Joonas Ilmari Cavén (Nokia, Finlàndia, 9 de gener de 1993) és un jugador de bàsquet finlandès que pertany a la plantilla del Tampereen Pyrinto de la Korisliiga, la primera categoria del bàsquet finès. Amb 2,11 metres d'alçada, juga en la posició d'aler.

## Carrera esportiva
Va començar a jugar a les categories inferiors del Tampereen Pyrinto, arribant a debutar al primer equip el 2011, disputant tres partits. L'agost de 2011 va fitxar pel Joventut Badalona de la Lliga ACB, i jugaria cedit al seu filial de la LEB Plata, el Club Bàsquet Prat. En la temporada 2013-14 va debutar amb el primer equip verd-i-negre, arribant a vestir la samarreta de l'equip badaloní en sis ocasions.
A l'octubre de 2014 va signar contracte amb l'NBA D-League per ser inclòs en el Draft, on va sortir elegit en la desena posició pels Reno Bighorns. El gener de 2015 va ser traspassat als Delaware 87ers a canvi dels drets sobre Melvin Johnson III i Elijah Pittman. El juny de 2015 va tornar al seu país, a l'equip del qual va sortir, el Tampereen Pyrinto.

### Selecció finesa
Caven és un habitual des de la seva etapa juvenil a la selecció de Finlàndia, on ha passat per totes les categories, i disputat nombrosos campionats europeos. Ha debutat també amb la selecció absoluta, amb la qual va disputar l'Eurobasket 2015.